# توم أومالي
توم أومالي (بالإنجليزية: Tom O'Malley)‏ هو لاعب كرة قدم أمريكية أمريكي، ولد في 23 يوليو 1925، وتوفي في 11 يونيو 2011.

## وصلات خارجية
- توم أومالي على موقع مرجع كرة القدم المحترفة.كوم (الإنجليزية)
- توم أومالي على موقع JustSportsStats.com (الإنجليزية)